# Pedaria tuberculigera
Pedaria tuberculigera är en skalbaggsart som beskrevs av Waterhouse 1890. Pedaria tuberculigera ingår i släktet Pedaria och familjen bladhorningar. Inga underarter finns listade i Catalogue of Life.